# Sukaharja (Warung Kiara)
Sukaharja is een bestuurslaag in het regentschap Sukabumi van de provincie West-Java, Indonesië. Sukaharja telt 4566 inwoners (volkstelling 2010).